# 担体
担体（たんたい、英：catalytic support）は、吸着や触媒活性を示し、他の物質を固定する土台となる物質のこと。アルミナやシリカがよく用いられる。担体自体は化学的に安定したもので、目的操作を阻害しないものが望ましい。また、固定する物質によって担体との相性が異なるのでその使い分けが重要である。

## 触媒における担体
触媒は細かい粉末状の形態のほうが粒状や塊状のものに比べて比表面積、質量あたりの活性点が多く有利であるが、取り扱いが難しいという難点がある。そこで、粉末状の触媒を担体に固定すること（担持）が必要となってくる。これに用いられる担体の形状には球状やペレット状、ハニカム状のものが用いられる。